# 塔兹族

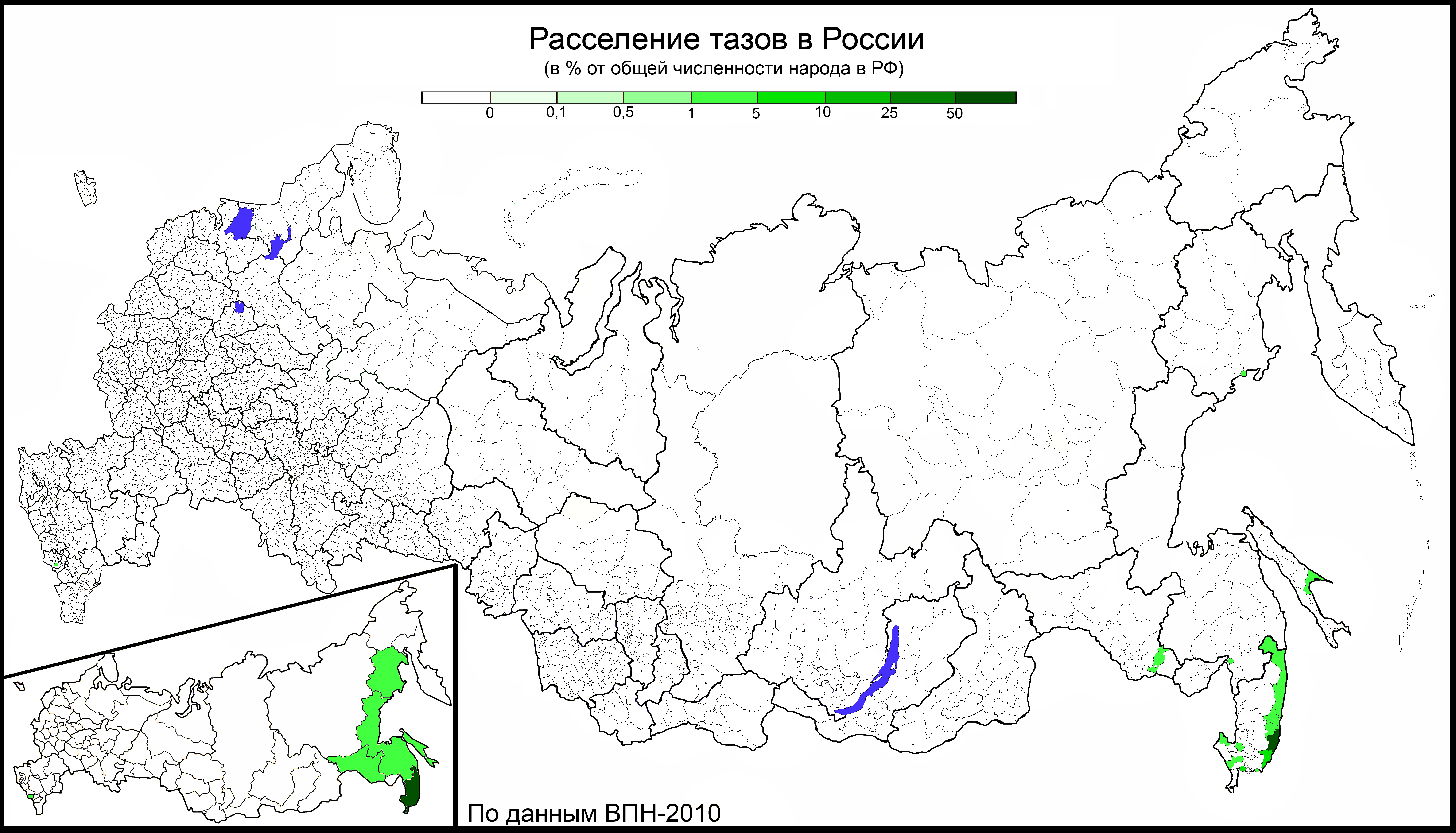
Расселение тазов в РФ на 2010 год в % от общей численности этого народа в РФ

塔兹族（俄語：Та́зы)，是俄罗斯东部（主要是滨海边疆区）的一支少数民族。塔兹人是乌德盖人、赫哲人與汉族人于19世纪80年代通婚的结果。其民族语言是一种以汉语東北官話为主体并融合了少量烏德蓋語和赫哲語词汇的混合语:23。俄羅斯官方将此语言稱之爲塔兹语，但今天的塔兹族人更常使用俄语。

## 族源
在1830年至1850年间，一批来自中国的汉族采参人开始在乌苏里江流域活动。其中一些人定居了下来，并于当地的乌德盖人、赫哲人通婚，从而形成了塔兹族。
后来该地区被纳入了俄罗斯帝国，成为了今天的滨海边疆区，塔兹人在此形成了其独特的文化和经济结构。其民族语言塔兹语虽为汉语，乌德盖语和赫哲语的结合产物，但塔兹人不认为自己属于乌德盖人、赫哲人或汉人，而是有着自己独特的民族认同。塔兹族的族名有可能源自俄语（塔兹在俄语中意为盆地），亦有说法认为，他们的族名来自于汉族对草原少数民族的蔑称“鞑子”:117。
最早的关于塔兹人的俄文记载来自于俄罗斯探险家米哈伊尔·伊万诺维奇·韦纽科夫。他在1857年考察乌苏里江流域时遭遇了这个族群，并予以记录。他称这个族群是由汉人男性与奥罗奇人女性通婚而来。:22
二十世纪初俄罗斯帝国曾经驱逐境内的中国人。据塔兹人叙述，当年为了证明自己是原住居民而非中国移民，塔兹人需要用鱼叉捕鱼来证明自己身份:24。
1936年苏联开始了大清洗。虽然塔兹人不论在族源还是在语言上和都和汉族有着很深的渊源，塔兹语更是以汉语为主体的混合语，但是在大清洗时，塔兹人坚决不承认他们的语言是汉语，亦不承认自己是中国人。经过苏联官员审核，认为他们不需要被“处理”，于是免于大清洗的浩劫。但其实在他们与当时的中国官兵交谈时，是基本没有语言障碍的。随着朝鲜人被驱逐，塔兹人占据了一部分在奥莉加区、卡瓦列罗沃区和达利涅戈尔斯克城市区，被腾空的农场和村子。

## 人口分布和语言
1870年据统计塔兹人有约638人，1989年统计时人数为203人。:23于2002年人口普查时，全俄罗斯有276位塔兹人，其中，256人生活在滨海边疆区，他们全部会说俄语，但只有5个人会说塔兹语。据2010年人口普查，全俄塔兹人口下降到274人，会说族语的人上升到了10个，其中272人操俄语，2人操乌兹别克语，1个人会哈卡斯语，10人会讲英语。这274人，其中有253人在滨海边疆区。2021年时有235人。

## 风俗习惯

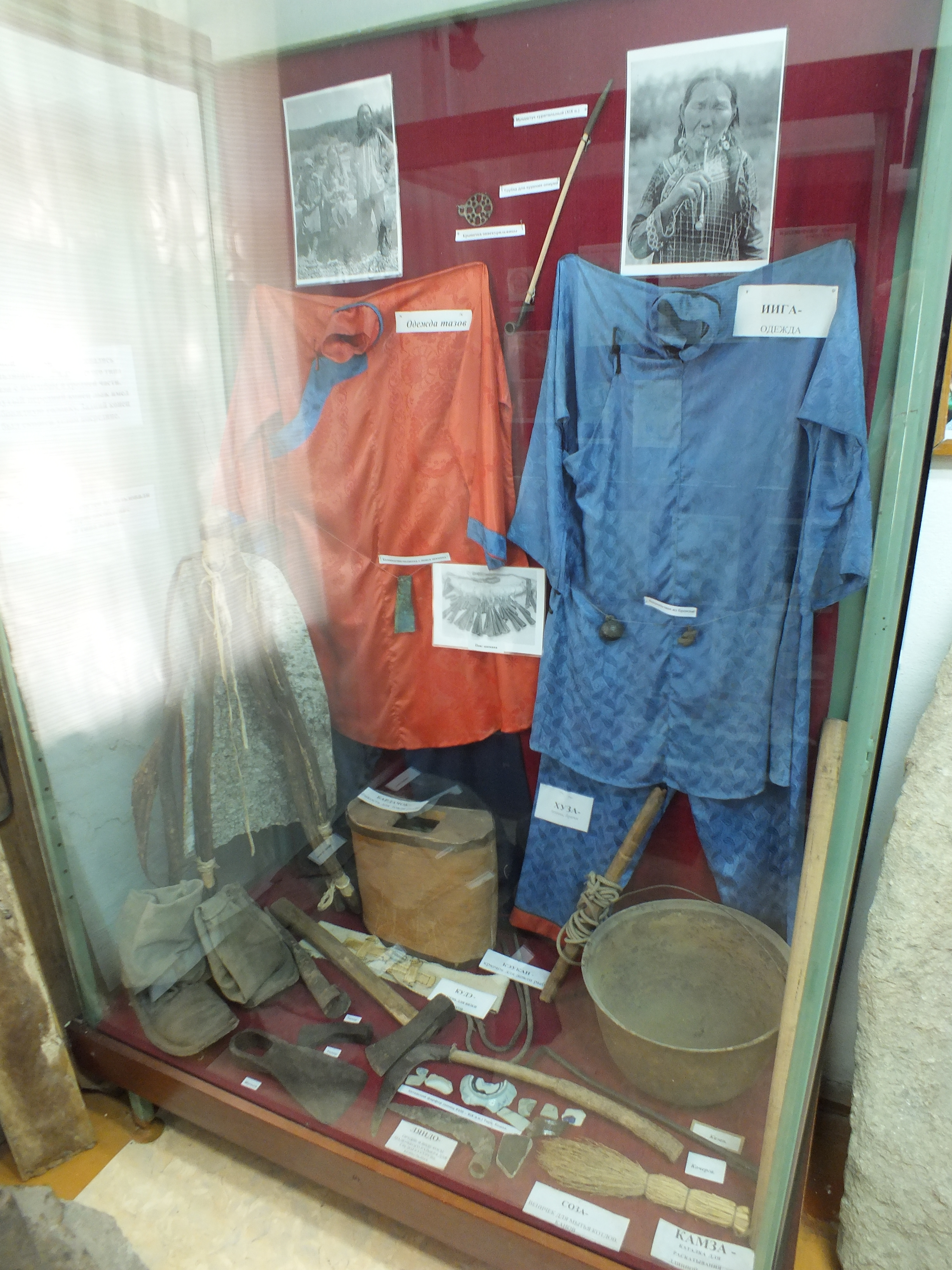
当地博物馆展示的塔兹人传统服装和用具

塔兹人自从在俄罗斯东部定居后主要以农耕及畜牧为业，而非渔猎:23。塔兹人传统上穿着大清服饰。不论男女都会下地劳作，或去森林打猎。他们有时候会随着本地土著民族的习俗，用叉、网捕捞鲑鱼，然后生食，用矛、枪、陷阱捕猎鹿和野猪以获取肉和皮草。塔兹人也会采集人参、灵芝，收割紫菜，捕捞贝类、海参等。搬到米哈伊罗夫卡村后，他们也养殖猪、鸡、鸭等家禽家畜。
1920年代起塔兹人的生活方式受苏联（俄罗斯）影响，狩猎工具、服装、房屋都开始俄化，塔兹人也开始使用俄语。1960年代前期，塔兹人已经使用俄语和塔兹语，塔兹语主要在家庭中使用，塔兹人与俄罗斯人通婚也有所增加，但塔兹人的生活方式仍然与俄罗斯人有明显不同。:24,25
年轻一代塔兹人的衣着已经和现代俄罗斯人没什么区别，但是特殊场合，比如葬礼的时仍然会穿上黑色的传统服饰。时至今日族中的老年人还是习惯穿着传统服饰。他们的饮食和中国北方有着相近之处，其特色食品有蒸面皮，饺子，盒子馅饼，土豆炖肉等。

### 姓氏
根据1950年左右的记录，当时塔兹人的姓氏来自汉语。有的姓氏是单音节，如“Lan”、“In”（本段使用的拼音是俄文的拉丁转写），但大多为多音节，例如，最初有同族的名为“U Laj-si和U Bo-lin”两个男子，后来转为两家的姓氏Ulajsi和Ubolin。:73,83

## 宗教
塔兹族的传统信仰结合了佛教，萨满信仰和祖先崇拜。他们相信人死了之后灵魂会进入轮回。1860年中俄北京条约签订后，乌苏里地区归属俄罗斯帝国，塔兹族开始改信东正教。目前，塔兹族主要信仰东正教。